# パナソニック ホームズ

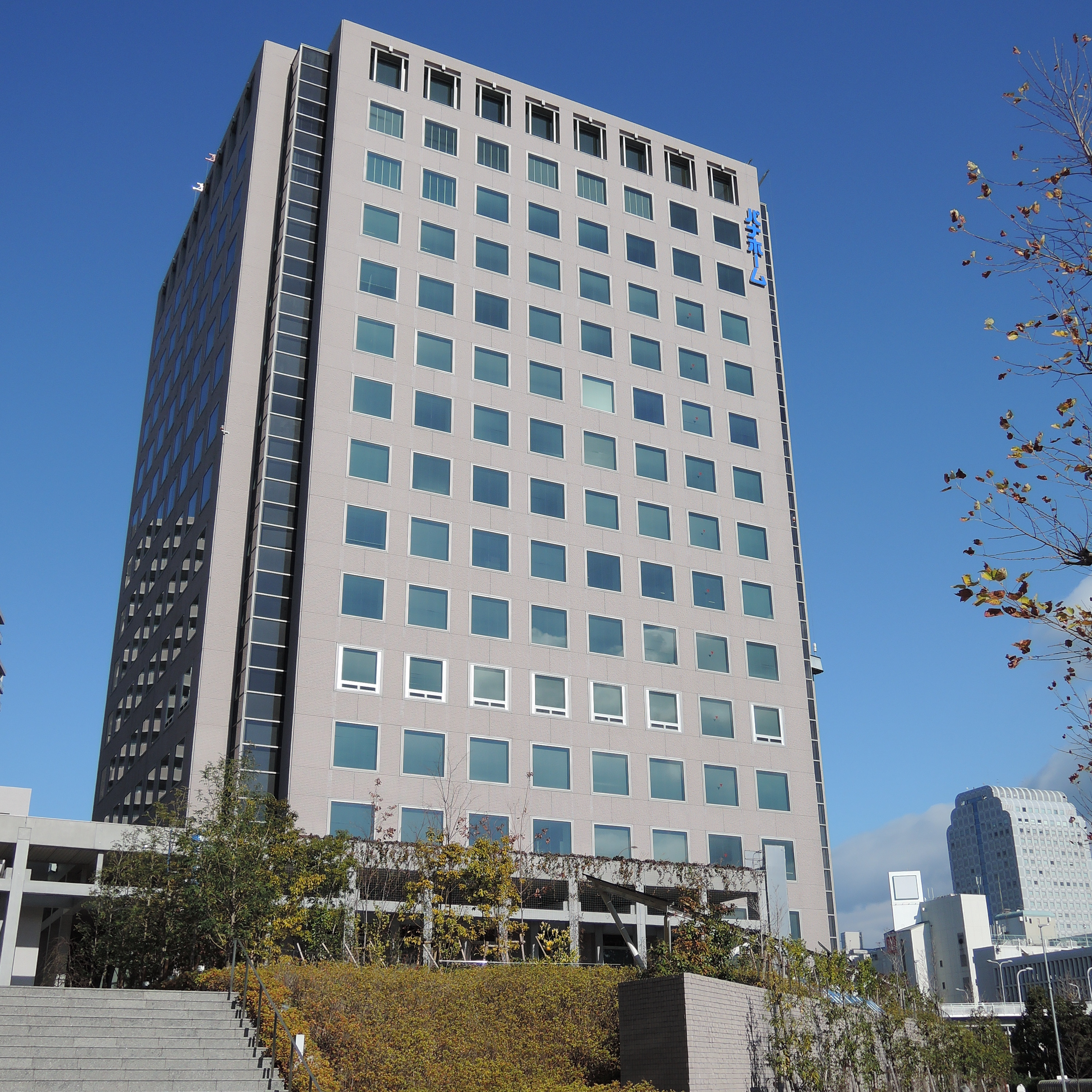
パナホーム時代の本社

パナソニック ホームズ株式会社（英: Panasonic Homes Co., Ltd.）は、大阪府豊中市新千里西町に本社を置く住宅総合メーカー。旧社名はナショナル住宅建材株式会社→ナショナル住宅産業株式会社→パナホーム株式会社。
コーポレートスローガンは、「あなたの誇りを建てる。」。ナショナル住宅産業時代は「新・くらし文化を創造する」で、パナホーム時代は「あなたと夢を、ごいっしょに。」。

## 特徴
- 超高層ビルで用いられる、建物のゆがみを抑える「座屈拘束技術（ざくつこうそくぎじゅつ）」を住宅用にダウンサイジングし、業界で唯一、採用することで地震時の建物のゆがみが少ない。日本で最も加振能力の高い、実験施設の限界である東日本大震災の1.8倍、阪神・淡路大震災の4.3倍のエネルギーでの実験にも、ゆがみによる建物の損傷が少ないことを実証している。
- 柱や間仕切壁が少なく済む強構造のため、広々とした大空間やレイアウトを変えやすい間取りなど家族の成長に合わせた自由性の高い設計が特徴。
- 工業化住宅業界で初めて、医療現場や精密機器の工場で使用される花粉やPM2.5、PM0.5を除去する超高性能フィルターを換気システムに使用。
- 室内空間への化学物質の拡散を抑え、世界で初めて住宅向け「グリーンガード認証」を取得。
- 工業化住宅業界で初めて、カビ・ダニが発生しにくくウィルスが体内で活性化しにくい30〜70%の湿度環境に自然に近づける「稚内珪藻土」配合の調湿石膏ボードを採用。
- 表面に太陽の光が当たると光触媒作用により親水性と分解力が生まれ、そこに雨が降ると雨水が汚れの下に入り込み汚れを浮かせて落ちやすくするセルフクリーニング効果を持つタイル外壁「キラテック」を採用。
- 重量鉄骨による柱勝ちラーメン構造（『NSラーメン構造』）に、工場生産のカーテンウォールと、現場合わせの木製垂木屋根を被せるプレハブ工法を持つ。この工法は極めて短工期で、ワイドスパンと耐力壁を排除した間取りの自由さを売りにしている。
- 当初低価格帯中心のラインナップだったが、バブル期以降は高付加価値商品を追加した。
- 火災保険の耐火性能割引にソルビオスシリーズ (商品名) などを承認する保険会社も存在する。
- 千葉県内にも分譲住宅を多く造っていたため千葉テレビ放送では1993年にはJリーグ中継等の間でCMが流れており、他局のものとは最後の数秒間で「千葉パナホーム」というコールがある面が異なっていた。

## 沿革
- 1963年（昭和38年） - 松下電工（後のパナソニック電工 → 現・パナソニック株式会社エレクトリックワークス社）の住宅事業部を母体とし、松下電器産業（現・パナソニック）、松下電工の共同出資にて設立。設立当初の社名はナショナル住宅建材株式会社。本社は大阪府門真市の松下電工本社内に置かれた。
- 1977年（昭和52年） - パナホーム (PanaHome) のブランドを使用開始。
- 1982年（昭和57年） - ナショナル住宅産業株式会社に社名変更。
- 2002年（平成14年） - 地方の販売子会社を統合し、パナホーム株式会社に社名変更。同時にCIを導入、ロゴは「PanaHome」のみ使用することとし、「National」ロゴの使用を完全終了。
- 2004年（平成16年） - 松下電器産業による松下電工の子会社化に伴い、松下電器産業が直接・間接議決権の50%以上を取得、同社の連結子会社となった。
- 2009年（平成21年） - 特例適用申請時に定められた仕様外の耐火基準を満たさないプレハブ住宅を計28棟施工していた事が判明。同年8月26日付で国土交通省から型式部材等製造者認証の取消処分を受けた[1]。
- 2012年（平成24年） - グループ再編に伴い、パナソニックがパナソニック電工を吸収合併。パナソニックが当社の直接議決権の50%以上を取得した。
- 2017年（平成29年）
  - 6月 - 株式公開買付けにより、パナソニックが当社株式の80.12%を取得[2]。
  - 9月 - 東京証券取引所第一部上場廃止。
  - 10月 - 株式併合によりパナソニックの完全子会社となる[3]。
- 2018年（平成30年）4月 - パナソニック ホームズ株式会社へ社名変更し、同時にブランドを「Panasonic」に変更[4]。
- 2020年（令和2年）1月 - 親会社のパナソニックとトヨタ自動車の合弁会社であるプライム ライフ テクノロジーズ株式会社に親会社が異動[5]。

## おもな分譲住宅地
- パナソニックスマートシティfujisawa - 神奈川県藤沢市
- パナソニックスマートシティ潮芦屋 - 兵庫県芦屋市
- パナソニックスマートシティ東豊中 - 大阪府豊中市
- エコライフタウン館林南
- グリーンフィールド宮郷
- エコライフタウン緑が丘
- グリーンコンフォート印西牧の原 (戸建分譲最終期) 千葉ニュータウンの閑静な一画 - 千葉県印西市
- 千葉ニュータウン中央高花ガーデンサバーブ - 千葉県印西市
- DearLand〜物語のある交流庭宅街〜 - 千葉県印西市
- ファーストガーデンつくば - 茨城県つくば市
- エコライフタウン瑞江 - 東京都江戸川区
- 京王堀之内ガーデンヒルズ - 東京都八王子市
- エコライフタウン石神井台 - 東京都練馬区
- FINECOURTららシティ - 埼玉県三郷市
- エコライフタウン浦和道祖土 - 埼玉県さいたま市
- さいたま東大成 - 埼玉県さいたま市
- エバープレイスガーデン武蔵藤沢 所在地 埼玉県入間市
- ユーカリが丘パナホーム分譲地 - 千葉県佐倉市
- エコライフタウン東川口 - 埼玉県川口市
- センテージコートひたち野/宅地 - 茨城県牛久市
- エアリアス鎌取 - 千葉県千葉市
- 四街道めいわひかりが丘 (建築条件付) - 千葉市四街道市
- ヒルタウンあすみ野 (建築条件付) - 栃木県芳賀郡
- 湘南大津の丘 - 神奈川県横須賀市
- 首都圏新都市鉄道つくばエクスプレス エコライフガーデン光が丘
- エコライフタウンみなみ野フレストピア
- 薬師台 - 茨城県守谷市
- 緑苑坂ニュータウン - 京都府綴喜郡宇治田原町
- 白庭台
- 精華台70街区
- パナホーム・シティ津田山手 - 大阪府枚方市
- パナホーム・シティ箕面彩都西 - 大阪府箕面市
- パナホーム・シティ泉佐野・りんくう羽倉崎 - 大阪府泉佐野市
- パナホーム・シティ宝塚山手台 - 兵庫県宝塚市山手台西
- パナホーム・シティ学園前 - 奈良県奈良市
- パナホーム・シティ奈良生駒美鹿の台 - 学研奈良登美ヶ丘
- パナホーム・シティ西神南Ⅰ〜Ⅴ - 神戸市・西神南ニュータウン内
- パナホーム・シティ羽島 - 岐阜県羽島市
- パナホーム・シティ寝屋川公園 - 大阪府寝屋川市
- パナホーム・シティ夙川 - 兵庫県西宮市夙川
- パナホーム・シティ瀬田夕照 - 滋賀県瀬田
- パナホーム・シティ豊中・上野青池 - 大阪府豊中市
- パナホーム・シティ川西けやき坂 - 兵庫県川西市けやき坂
- パナホーム・シティ夙川雲井町 - 兵庫県西宮市雲井町
- パナホーム・シティ津田南 - 大阪府枚方市津田南
- パナホーム シティ光台 - 京都府相楽郡精華町
- パナホーム・シティ 王寺 - 奈良県王寺町南元町、王寺スカイヒルズ内
- パナホーム・シティ西神桜ヶ丘 - 神戸市西区桜が丘東町
- 京都パナホーム・ハーモニーシティ木津 - 京都府木津川市梅美台

## その他建設した施設
- 熊谷スポーツ文化公園さくらオーバルフォート（埼玉パナソニックワイルドナイツ本拠地） - 埼玉県熊谷市

## 関連企業
- パナソニック建設エンジニアリング
- パナソニックショップ（パナソニック製品取次店、多くは当社取次店を兼務）
- パナソニック ホームズ不動産株式会社
- 株式会社ナテックス
- プレミアート・デザイン・オフィス株式会社
- パナソニック ホームズ台湾株式会社
- パナホーム台湾レジデンス株式会社
- 入江工営株式会社
- 株式会社松村組
- トヨタホーム

## CM

### CM音楽
CMでは、加藤和彦「家をつくるなら」が長きにわたって使われていた。オリジナル版のほかに「補作詞:大阪電通 編曲:津野陽二」によるアレンジ版も使われていた。その後は長きにわたって使われていなかったが、2022年4月からブランドCM「親として・防災」と「親として・健康」篇、賃貸住宅CM「持続資産の賃貸住宅」篇で再び使用されている。
使用終了後はオリジナルのサウンドロゴが採用され、パナソニック ホームズにブランド変更された後もそのまま使われている。

### 提供番組

#### 2023年9月現在
- news every.（日本テレビ系列、水曜NNN枠後半ナショナルスポンサー、隔日NNN枠前半は同業のヤマダホールディングス[注釈 1]、火曜NNN枠後半はセキスイハイムが提供。2020年4月から）
- 土曜プレミアム（フジテレビ系列、2020年10月から、親会社のパナソニックも提供）

#### 過去
- ANNニュースファイナル→ニュースステーション→NEWS STATION→報道ステーション - テレビ朝日系列、提供開始時期不明 - 2007年3月